# Olympische Sommerspiele 2024/Hockey
Bei den Olympischen Spielen 2024 in Paris wurden vom 24. Juli bis zum 9. August zwei Turniere im Hockey ausgetragen. Pro Turnier nahmen jeweils zwölf Mannschaften teil.

## Bilanz

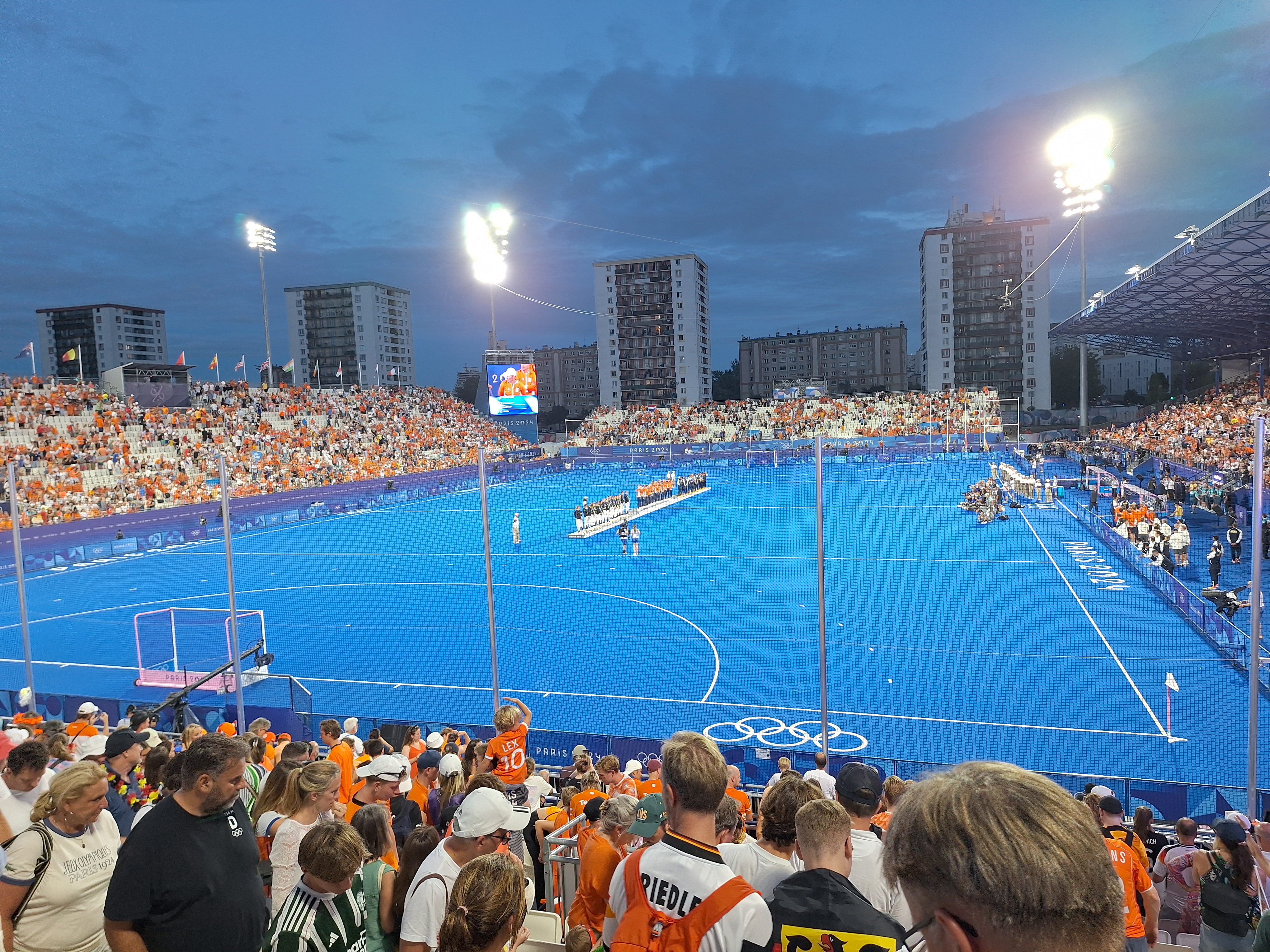
Siegerehrung bei den Männern

### Medaillenspiegel
| Platz  | Land        | Gold | Silber | Bronze | Gesamt |
| ------ | ----------- | ---- | ------ | ------ | ------ |
| 1      | Niederlande | 2    | –      | –      | 2      |
| 2      | China       | –    | 1      | –      | 1      |
| 2      | Deutschland | –    | 1      | –      | 1      |
| 4      | Argentinien | –    | –      | 1      | 1      |
| 4      | Indien      | –    | –      | 1      | 1      |
| Gesamt | Gesamt      | 2    | 2      | 2      | 6      |

### Medaillengewinner
| Disziplin | Gold | Silber | Bronze |
| --------- | --- | --- | --- |
| Männer    | NiederlandeThierry Brinkman Jip Janssen Lars Balk Jonas de Geus Thijs van Dam Seve van Ass Jorrit Croon Justen Blok Derck de Vilder Floris Wortelboer Tjep Hoedemakers Koen Bijen Joep de Mol Pirmin Blaak Tijmen Reyenga Duco Telgenkamp Floris Middendorp Steijn van Heijningen | DeutschlandMats Grambusch Mathias Müller Lukas Windfeder Niklas Wellen Johannes Große Thies Prinz Paul-Philipp Kaufmann Teo Hinrichs Tom Grambusch Gonzalo Peillat Christopher Rühr Justus Weigand Marco Miltkau Martin Zwicker Hannes Müller Malte Hellwig Moritz Ludwig Jean-Paul Danneberg | IndienHarmanpreet Singh Jarmanpreet Singh Abhishek Nain Manpreet Singh Hardik Singh Gurjant Singh Sanjay Rana Mandeep Singh Lalit Upadhyay P. R. Sreejesh Sumit Walmiki Shamsher Singh Raj Kumar Pal Amit Rohidas Vivek Prasad Sukhjeet Singh                                     |
| Frauen    | NiederlandeXan de Waard Anne Veenendaal Luna Fokke Freeke Moes Lisa Post Yibbi Jansen Renée van Laarhoven Felice Albers Maria Verschoor Sanne Koolen Frédérique Matla Joosje Burg Marleen Jochems Pien Sanders Marijn Veen Laura Nunnink Pien Dicke                               | ChinaOu Zixia Ye Jiao Gu Bingfeng Yang Liu Zhang Ying Chen Yi Ma Ning Li Hong Dan Wen Zou Meirong He Jiangxin Fan Yunxia Chen Yang Xu Wenyu Zhong Jiaqi Tan Jinzhuang | ArgentinienSofía Toccalino Agustina Gorzelany Valentina Raposo Agostina Alonso Agustina Albertario María José Granatto Cristina Cosentino Rocío Sánchez Moccia Victoria Sauze Sofía Cairó Eugenia Trinchinetti Lara Casas Juana Castellaro Pilar Campoy Julieta Jankunas Zoe Díaz |

## Hockeyturnier der Männer
Für das olympische Hockeyturnier der Herren konnten sich folgende Mannschaften qualifizieren:
| Qualifikationswettbewerb            | Datum                           | Ort               | Plätze | Qualifizierte Teams |
| ----------------------------------- | ------------------------------- | ----------------- | ------ | ------------------- |
| Gastgeber                           | 13. September 2017              | Lima              | 1      | Frankreich          |
| Ozeanien Cup 2023                   | 10. – 13. August 2023           | Whangārei         | 1      | Australien          |
| Europameisterschaft 2023            | 19. – 27. August 2023           | Mönchengladbach   | 1      | Niederlande         |
| Asienspiele 2022                    | 23. September – 8. Oktober 2023 | Hangzhou          | 1      | Indien              |
| Panamerikanische Spiele 2023        | 20. Oktober – 5. November 2023  | Santiago de Chile | 1      | Argentinien         |
| Afrikanisches Qualifikationsturnier | 29. Oktober – 5. November 2023  | Pretoria          | 1      | Südafrika           |
| Qualifikationsspiele                | 13. – 21. Januar 2024           | Valencia          | 3      | Belgien             |
| Qualifikationsspiele                | 13. – 21. Januar 2024           | Valencia          | 3      | Spanien             |
| Qualifikationsspiele                | 13. – 21. Januar 2024           | Valencia          | 3      | Irland              |
| Qualifikationsspiele                | 13. – 21. Januar 2024           | Maskat            | 3      | Deutschland         |
| Qualifikationsspiele                | 13. – 21. Januar 2024           | Maskat            | 3      | Großbritannien      |
| Qualifikationsspiele                | 13. – 21. Januar 2024           | Maskat            | 3      | Neuseeland          |
| Gesamt                              | Gesamt                          | Gesamt            | 12     | 12                  |

## Hockeyturnier der Frauen
Für das olympische Hockeyturnier der Damen konnten sich folgende Mannschaften qualifizieren:
| Qualifikationswettbewerb            | Datum                           | Ort               | Plätze | Qualifizierte Teams |
| ----------------------------------- | ------------------------------- | ----------------- | ------ | ------------------- |
| Gastgeber                           | 13. September 2017              | Lima              | 1      | Frankreich          |
| Ozeanien Cup 2023                   | 10. – 13. August 2023           | Whangārei         | 1      | Australien          |
| Europameisterschaft 2023            | 19. – 27. August 2023           | Mönchengladbach   | 1      | Niederlande         |
| Asienspiele 2022                    | 23. September – 8. Oktober 2023 | Hangzhou          | 1      | China               |
| Panamerikanische Spiele 2023        | 20. Oktober – 5. November 2023  | Santiago de Chile | 1      | Argentinien         |
| Afrikanisches Qualifikationsturnier | 29. Oktober – 5. November 2023  | Pretoria          | 1      | Südafrika           |
| Qualifikationsspiele                | 13. – 21. Januar 2024           | Changzhou         | 3      | Deutschland         |
| Qualifikationsspiele                | 13. – 21. Januar 2024           | Changzhou         | 3      | Vereinigte Staaten  |
| Qualifikationsspiele                | 13. – 21. Januar 2024           | Changzhou         | 3      | Japan               |
| Qualifikationsspiele                | 13. – 21. Januar 2024           | Valencia          | 3      | Belgien             |
| Qualifikationsspiele                | 13. – 21. Januar 2024           | Valencia          | 3      | Spanien             |
| Qualifikationsspiele                | 13. – 21. Januar 2024           | Valencia          | 3      | Großbritannien      |
| Gesamt                              | Gesamt                          | Gesamt            | 12     | 12                  |